# Cicuco
Cicuco est une municipalité située dans le département de Bolívar, en Colombie.